# 갠지스상어

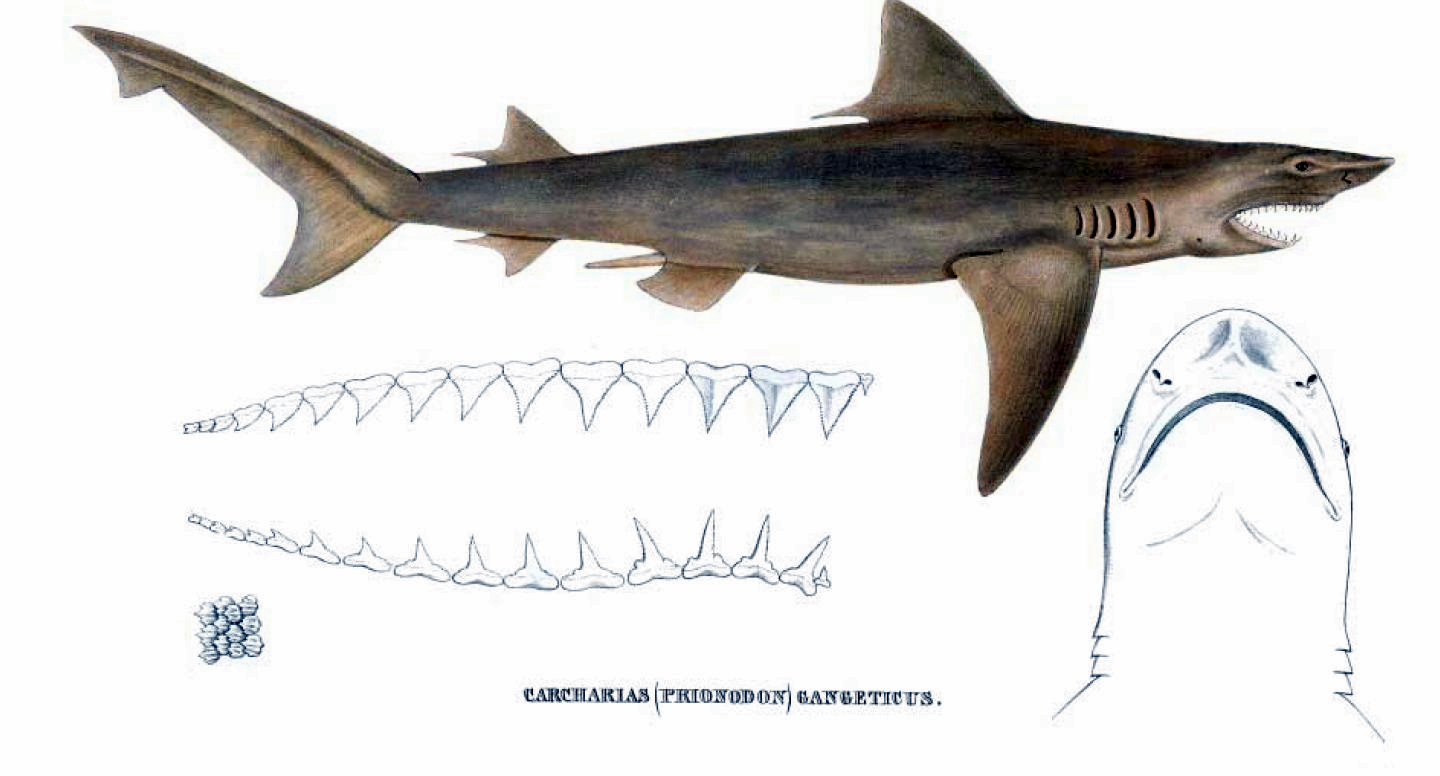

갠지스상어(학명:Glyphis gangeticus)는 흉상어목 흉상어과에 속하는 물고기이다. 몸길이는 1.78m로 상어에선 작은 편에 속한다.

## 특징과 먹이
갠지스상어는 모습이 전형적인 레퀴엠형 상어의 모습을 하고 있다. 몸의 옆줄을 기점으로 등쪽은 검은색을 띄며 배쪽은 흰색을 띈다. 영어권에서는 갠지스 샤크(Ganges Shark)라는 이름으로 불린다. 등지느러미는 2개이며 제1등지느러미는 가슴의 앞쪽에 위치하고 제2등지느러미는 꼬리지느러미와 가까운 곳에 위치한다. 또한 등지느러미와 항문지느러미가 함께 이어지며 제1등지느러미는 골반지느러미의 앞에 있는 무료 후면 팁으로 구성되고 가슴지느러미의 3분에 1의 크기가 된다. 제2등지느러미도 다른 흉상어과의 어류에 비해서 큰 편이며 항문지느러미는 제2등지느러미보다 약간 작고 가슴지느러미가 넓다. 세로 위에 전갑의 구덩이를 볼 수가 있지만 인터도르 산등성이는 없다. 그것은 눈에 띄는 표시가 없이 갈색과 회색으로 이뤄진다. 주둥이는 입의 너비보다 둥글고 넓으며 훨씬 짧은 특징이 있다. 입은 길고 넓으며 눈을 향해 앞뒤로 확장된 형태를 가진다. 이빨은 위턱과 아래턱에 총 14~16개를 가지고 있다. 위턱의 이빨은 높고 넓은 톱니의 모양을 가진 이빨이며 삼각형 자두와 음순의 고량을 가지고 있다. 아래턱의 이빨은 비교적 좁고 낮은 모양을 가지고 있다. 앞니의 아래는 길고 푹 튀어나온 커프스 전체에 따라 깍아입지 않은 절삭날이 있지만 창과 같은 팁이 없고 크라운 발에 커플릿이 낮다. 먹이로는 물고기와 갑각류, 양서류 등을 먹고 사는 육식성물고기에 속한다.

## 서식지와 보호활동
갠지스상어의 주요한 서식지는 갠지스강으로 담수와 해수를 오고가는 황소상어와는 달리 민물에 완전히 적응하여 바다에 내려가지않고 평생을 민물에서만 살아가는 진정한 담수어인 민물 상어이다. 강의 수심이 비교적 깊고 강의 유속이 느린 중류나 하류에서 주로 서식하는 어류이다. 갠지스상어는 갠지스강의 오염과 사람의 무분별한 남획 때문에 멸종위기에 처한 야생동·식물의 국제거래에 관한 협약을 통하여 보호를 받는 심각한 위급의 멸종위기종으로 인도에서 갠지스상어의 서식지를 보존하는 노력을 기울이고 있다.

## 같이 보기
- 흉상어목
- 흉상어과